# 기름녹새치

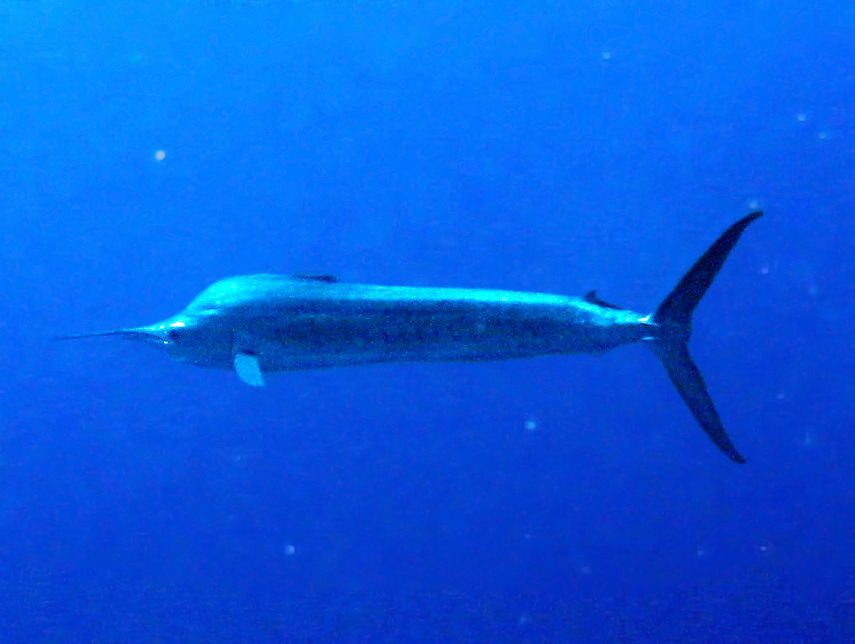
프랑스령 폴리네시아의 녹새치.

기름녹새치(Indo-Pacific blue marlin, 학명: Makaira mazara 마카이라 마자라[*])는 돛새치목 돛새치과에 속하는 물고기이다.
하외이에서 이 물고기는 a'u라는 이름으로 알려져 있다. 태평양에서 녹새치는 1930년대 타히티섬의 저자 제인 그레이가 잡은 바 있다.

## 분포
이 종들은 태평양, 인도양의 열대, 아열대 수역을 통해 볼 수 있다. 가장 열대 지역에 위치한 새치종으로 간주된다.

## 개요
녹새치의 최대 길이는 500센티미터에 이를 수 있으나, 평균 길이는 약 350 센티미터이다. 무게는 약 170 킬로그램에 이를 수 있다.

## 생물학
번식 장소는 여름에 인도양, 태평양 지역이다. 남반구에서는 프랑스령 폴리네시아 주변 지역에서 발생할 수 있다. 녹새치는 매우 이주성이 높은 종이다. 부리를 사용하여 먹이에 상처를 입힌다.